# Gleitspiegelung
Unter einer Gleitspiegelung oder Schubspiegelung versteht man in der Geometrie eine spezielle Kongruenzabbildung.
- In der Ebene handelt es sich um die Hintereinanderausführung einer Parallelverschiebung und einer Geradenspiegelung, bei der die Verschiebung parallel zur Geraden geschieht.
- In einem allgemeinen Vektorraum V handelt es sich um  die Hintereinanderausführung einer Parallelverschiebung und einer Spiegelung an einer Hyperebene H, bei der der Translationsvektor parallel zu H steht.

Die Reihenfolge, d. h. ob zuerst die Spiegelung oder die Verschiebung ausgeführt wird, spielt für das Ergebnis keine Rolle. 
Als Kongruenzabbildungen erhalten Gleitspiegelungen Längen, d. h. eine „gleitgespiegelte“ Strecke ist genauso lang wie das Original. Gleitspiegelungen sind daher Isometrien. Allerdings erhalten Gleitspiegelungen nicht die Orientierung einer Figur, d. h. sie gehören nicht zu den orientierungstreuen Abbildungen. 
Gleitspiegelungen spielen besonders in der diskreten Geometrie eine Rolle, etwa bei der Klassifizierung der Isometrien in Dimension 2 und 3 oder bei der Untersuchung von Bandornamentgruppen.
In der Kristallographie sind Gleitspiegelebenen mögliche Symmetrieelemente einer Raumgruppe.

## Beispiele

### Dimension 2
Eine affine Hyperebene in der Zeichenebene ist eine Gerade. In der zweidimensionalen Geometrie ist eine Gleitspiegelung also eine Spiegelung an einer affinen Geraden, verknüpft mit einer Translation parallel zu dieser Geraden:
Isometrien in euklidischen Vektorräumen der Dimension 2 können nach geometrischen Gesichtspunkten klassifiziert werden. Innerhalb dieser Klassifikation ist die Gleitspiegelung eine von insgesamt 5 Typen. Weitere Typen sind:
- Identität
- Translation
- Drehung
- Spiegelung.

### Dimension 3
In Räumen dritter Dimension ist eine affine Hyperebene eine Ebene. Eine Gleitspiegelung spiegelt ein Objekt hier also an einer Ebene und verschiebt das Resultat parallel zu dieser.
Auch in euklidischen Vektorräumen der Dimension drei lassen sich Isometrien geometrisch klassifizieren. Die Gleitspiegelung bildet hier einen von insgesamt 7 Typen. Man unterscheidet weiterhin:
- Identität
- Translation
- Spiegelung bzw. Ebenenspiegelung
- Drehung
- Drehspiegelung
- Schraubung.

## Die Gleitspiegelebene als Element einer Raumgruppe
In einer Raumgruppe können nur Gleitspiegelebenen vorkommen, die mit dem Translationsgitter der Gruppe verträglich sind. Die zweifache Hintereinanderausführung einer reinen Spiegelung ergibt die Identität; daraus folgt, dass die zweifache Hintereinanderausführung einer Gleitspiegelung eine reine mit dem Gitter verträgliche Translation ergeben muss.
Für die Gleitspiegelungen als Kombinationen aus Spiegelung und Translation gibt es daher nur folgende Möglichkeiten:
| Beschreibung              | Richtung senkrecht zur Spiegelebene                          | Translationsvektor | Hermann-Mauguin-Symbol |
| ------------------------- | ------------------------------------------------------------ | --- | ---------------------- |
| Axiale Gleitspiegelebene  | {\displaystyle [010];[001]}                                  | {\displaystyle {\frac {1}{2}}{\vec {a}}} | a                      |
| Axiale Gleitspiegelebene  | {\displaystyle [001];[100]}                                  | {\displaystyle {\frac {1}{2}}{\vec {b}}} | b                      |
| Axiale Gleitspiegelebene  | {\displaystyle [100];[010]}                                  | {\displaystyle {\frac {1}{2}}{\vec {c}}} | c                      |
| Axiale Gleitspiegelebene  | {\displaystyle [1{\bar {1}}0];[110]}                         | {\displaystyle {\frac {1}{2}}{\vec {c}}} | c                      |
| Axiale Gleitspiegelebene  | {\displaystyle [100];[010];[{\bar {1}}{\bar {1}}0]}          | {\displaystyle {\frac {1}{2}}{\vec {c}}} | c                      |
| Axiale Gleitspiegelebene  | {\displaystyle [1{\bar {1}}0];[120];[{\bar {2}}{\bar {1}}0]} | {\displaystyle {\frac {1}{2}}{\vec {c}}} | c                      |
| Diagonalgleitspiegelebene | {\displaystyle [001];[100];[010]}                            | {\displaystyle {\frac {1}{2}}({\vec {a}}+{\vec {b}})\,;\,{\frac {1}{2}}({\vec {b}}+{\vec {c}})\,;\,{\frac {1}{2}}({\vec {a}}+{\vec {c}})}                                              | n                      |
| Diagonalgleitspiegelebene | {\displaystyle [1{\bar {1}}0];[01{\bar {1}}];[{\bar {1}}01]} | {\displaystyle {\frac {1}{2}}({\vec {a}}+{\vec {b}}+{\vec {c}})} | n                      |
| Diagonalgleitspiegelebene | {\displaystyle [110];[011];[101]}                            | {\displaystyle {\frac {1}{2}}(-{\vec {a}}+{\vec {b}}+{\vec {c}})\,;\,{\frac {1}{2}}({\vec {a}}-{\vec {b}}+{\vec {c}})\,;\,{\frac {1}{2}}({\vec {a}}+{\vec {b}}-{\vec {c}})}            | n                      |
| Diamantgleitspiegelebene  | {\displaystyle [001];[100];[010]}                            | {\displaystyle {\frac {1}{4}}(-{\vec {a}}\pm {\vec {b}})\,;\,{\frac {1}{4}}({\vec {b}}\pm {\vec {c}})\,;\,{\frac {1}{4}}(\pm {\vec {a}}+{\vec {c}})}                                   | d                      |
| Diamantgleitspiegelebene  | {\displaystyle [1{\bar {1}}0];[01{\bar {1}}];[{\bar {1}}01]} | {\displaystyle {\frac {1}{4}}({\vec {a}}+{\vec {b}}\pm {\vec {c}})\,;\,{\frac {1}{4}}(\pm {\vec {a}}+{\vec {b}}+{\vec {c}})\,;\,{\frac {1}{4}}({\vec {a}}\pm {\vec {b}}+{\vec {c}})}   | d                      |
| Diamantgleitspiegelebene  | {\displaystyle [110];[011];[101]}                            | {\displaystyle {\frac {1}{4}}(-{\vec {a}}+{\vec {b}}\pm {\vec {c}})\,;\,{\frac {1}{4}}(\pm {\vec {a}}-{\vec {b}}+{\vec {c}})\,;\,{\frac {1}{4}}({\vec {a}}\pm {\vec {b}}+-{\vec {c}})} | d                      |

Im Fall der axialen und diagonalen Gleitspiegelebenen ist es offensichtlich, dass der 2-fache Translationsvektor wieder zu einem Gitterpunkt führt. 
Diamantgleitspiegelebenen gibt es nur in
- orthorhombisch F-zentrierten
- tetragonal I-zentrierten und
- kubisch I- und F-zentrierten

Bravaisgittern.
Der doppelte Translationsvektor ergibt dabei den Vektor, der die Zentrierung beschreibt.